# Owen Horwood
Pour les articles homonymes, voir Horwood.
Owen Pieter Faure Horwood, né le 6 décembre 1916 à Pietermaritzburg et mort le 13 septembre 1998 à Stellenbosch, est un homme politique d'Afrique du Sud, leader du Parti national dans la province du Natal, ministre du Tourisme et des Affaires indiennes (1972-1974), ministre du Commerce et de l'Industrie (affaires économiques) (1974-1975) ainsi que ministre des Finances de 1975 à 1984.

## Biographie
Né le 6 décembre 1916 à Somerset West, fils de Stanley Ebden Horwood (1877-1959), joueur de cricket des Springboks, et de Anne Joanne Horwood (née Faure), il a grandi à Paarl. Diplômé du lycée de garçons de Paarl en 1935, il obtient un baccalauréat en commerce et un diplôme d'études supérieures en sciences actuarielles à l'université du Cap. Durant la Seconde Guerre mondiale, il sert dans la South African Air Force.
Après avoir travaillé comme comptable et secrétaire au Cap, il est nommé maître de conférences en commerce à l'université du Cap en 1947 puis, en 1954, est promu professeur associé. Deux ans plus tard, il devient le premier chef du département d'économie du University College of Rhodesia and Nyasaland.
À la fin de 1957, Owen Horwood est nommé chef du département d'économie de l'université du Natal. Durant cette période, il publie de nombreux ouvrages et accepte de devenir professeur invité d'économie à l'université Duke aux États-Unis en 1961-1962. En 1965, il devient principal et vice-chancelier de l'université du Natal. En mai 1973, il est élu chancelier de l'université de Durban-Westville. Considéré par ses pairs comme un universitaire libéral (progressiste), il est aussi durant cette période conseiller financier du gouvernement du Lesotho.
Néanmoins, au début de l'année 1970, après avoir démissionné de son poste de principal et de vice-chancelier de l'université du Natal, il est nommé au Sénat du Parlement sud-africain par le Premier ministre John Vorster. 
En 1972, Horwood devient ministre du Tourisme et des Affaires indiennes au sein du gouvernement Vorster. Il est alors également élu chef du parti national de la province du Natal (poste qu'il conserve jusqu'en 1984). 
En 1974, il est nommé ministre du Commerce et de l'Industrie (affaires économiques). 
De 1975 à 1984, il est ministre des Finances, notamment sous le mandat de Pieter Botha. Sous sa direction, l'Afrique du Sud réforme son système fiscal, uniformisant les impôts et taxes pour tous les groupes raciaux. Il réduit le taux d'imposition marginal maximum pour les individus de 72 % à 50 % et introduit également une taxe générale sur les ventes (TPS) qui sera plus tard remplacé par la taxe sur la valeur ajoutée. À ce poste, il doit aussi faire face à la montée des sanctions internationales contre l'Afrique du Sud et aux demandes de boycotts et d'embargo. Éclaboussé par le scandale de l'information, il garde néanmoins ses fonctions, faute de preuve de son implication volontaire. 
En avril 1978, il devient le président du Sénat  et en mars 1980, reçoit la plus haute distinction civile d'Afrique du Sud (la Décoration pour service méritoire).
En 1984, Owen Horwood quitte la politique pour prendre la présidence du conseil d'administration de la Nedbank. 
Horwood est mort d'une crise cardiaque à l'âge de 81 ans le 13 septembre 1998 à Stellenbosch.

## Vie privée
Owen Horwood s'est marié à Helen Watt (1920-2014), la sœur de Janet Smith (1915-1994) qui fut l'épouse de Ian Smith, le premier ministre de Rhodésie du Sud.  

### Sources
- « Présentation de dirigeants sud-africains des années 1970 et 1980 »(Archive.org • Wikiwix • Archive.is • Google • Que faire ?)
- Biographie détaillée, p. 1-3
- Biographie